# Oljepalmssläktet
Oljepalmssläktet (Elaeis) är ett släkte av enhjärtbladiga växter som ingår i familjen palmer.
Arter enligt Catalogue of Life:
- Oljepalm (Elaeis guineensis)
- Elaeis oleifera

## Bildgalleri

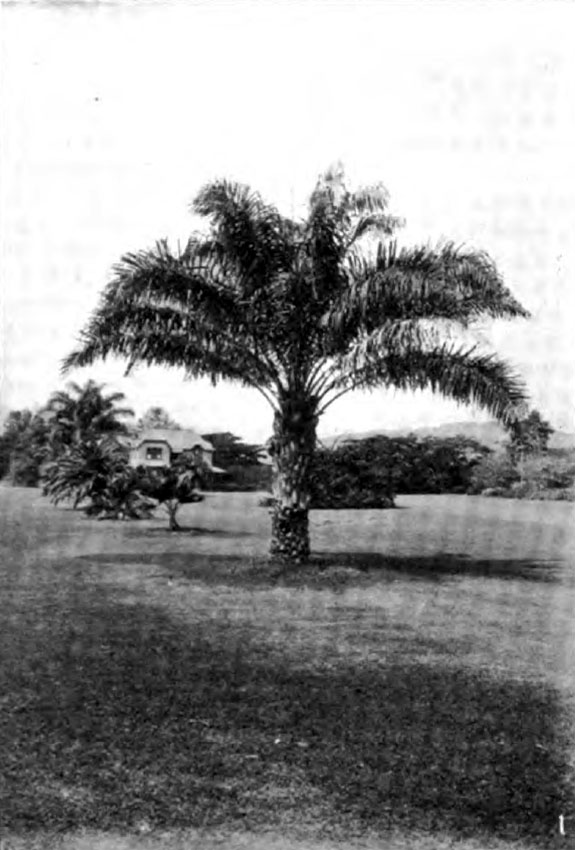
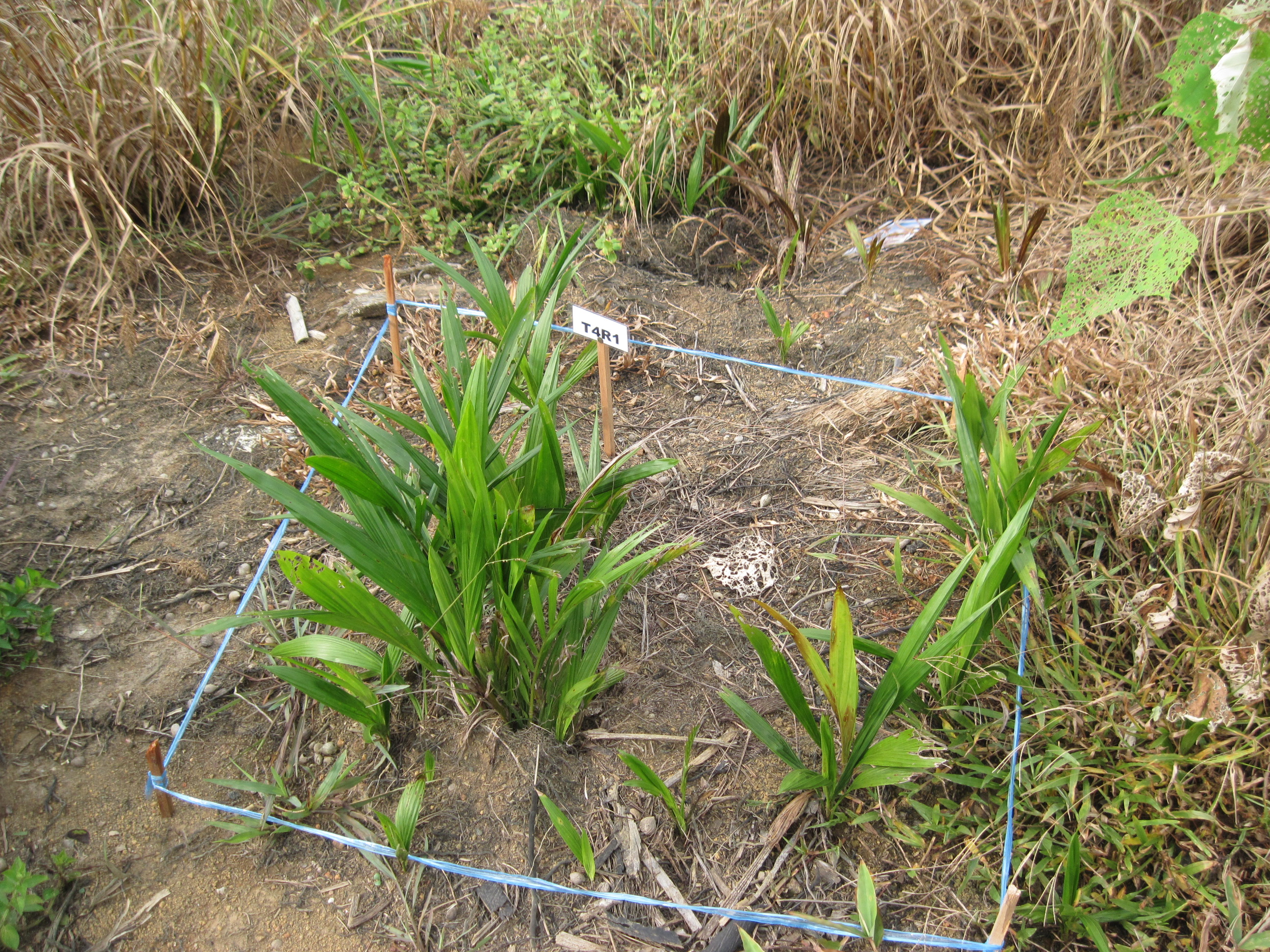
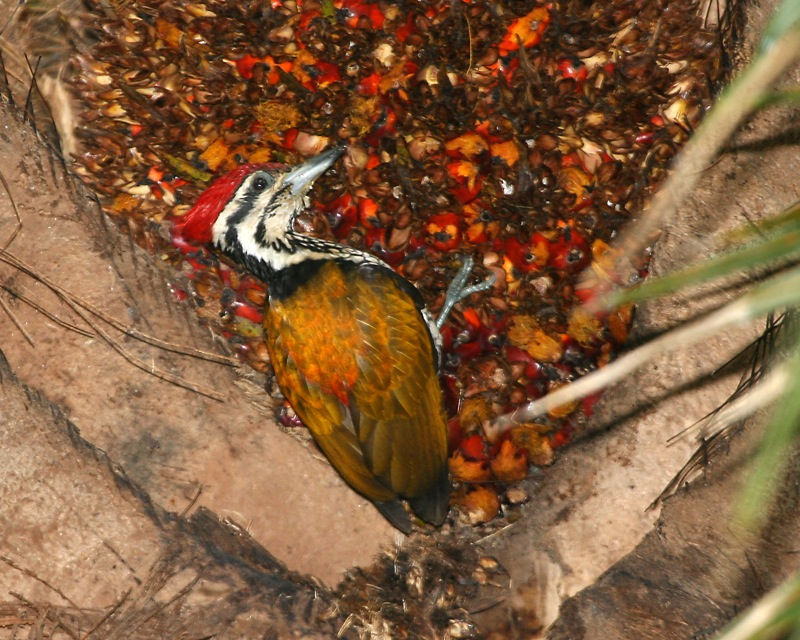
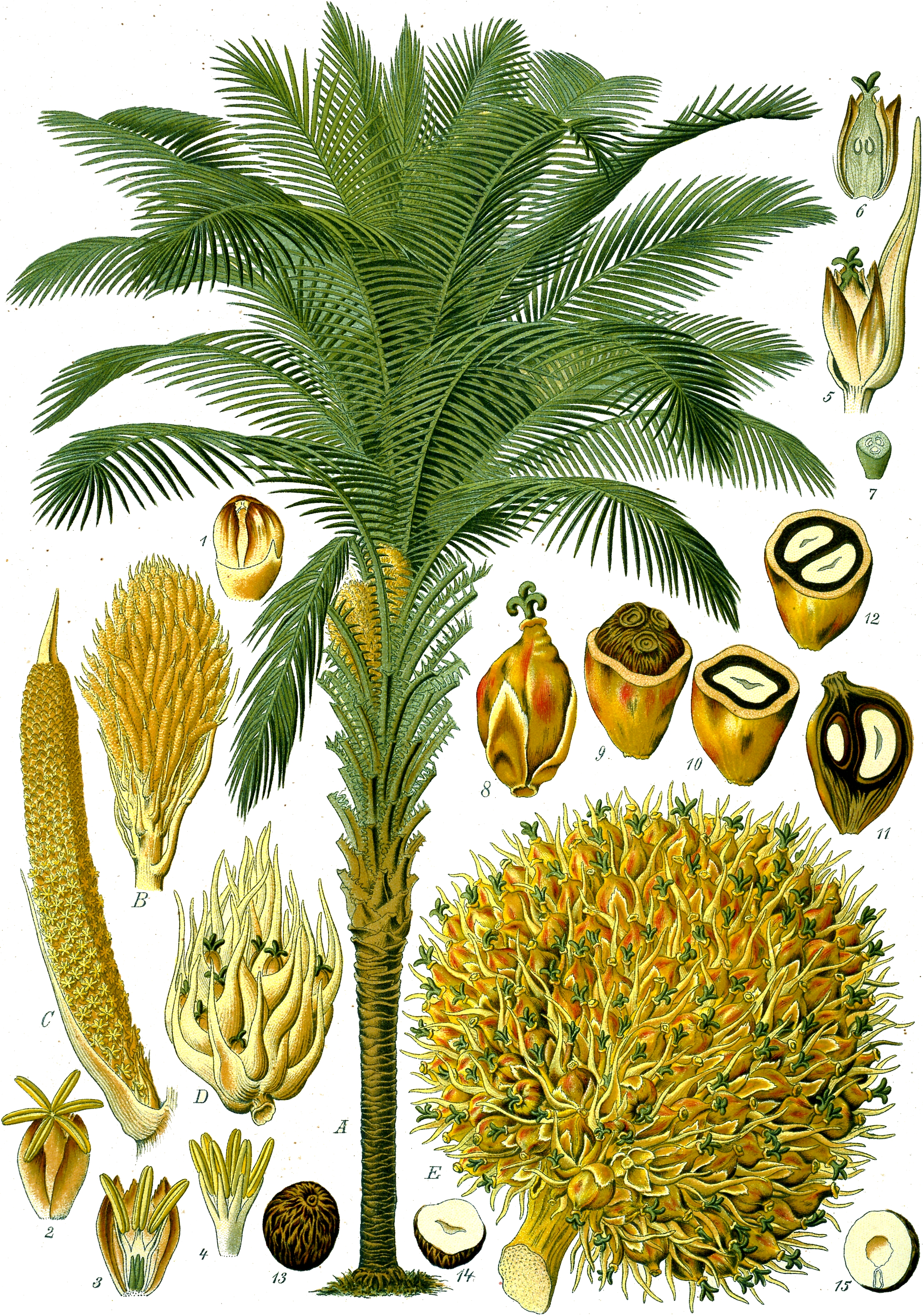
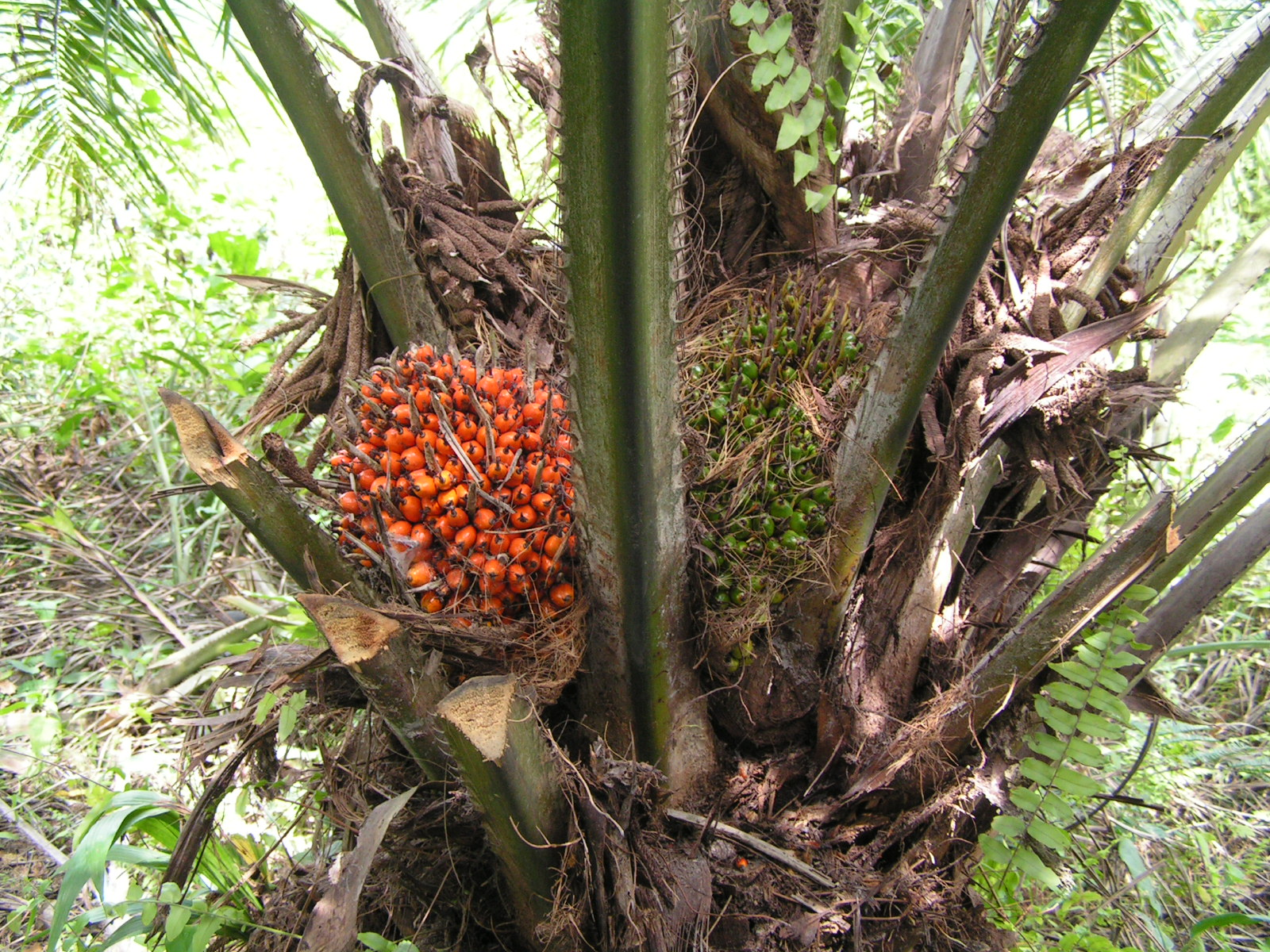
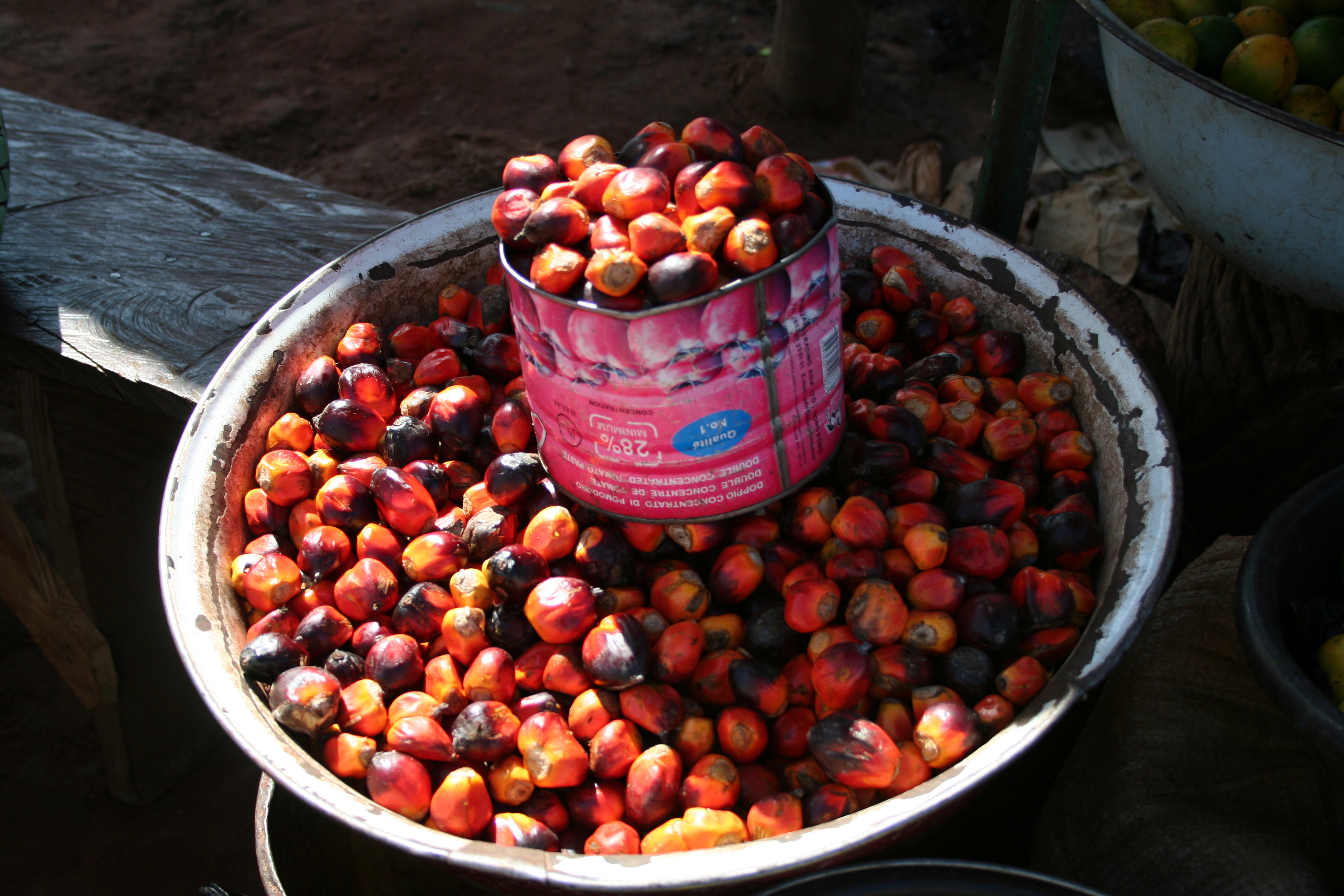